# Miles of Aisles
Albums de Joni Mitchell
Court and Spark
(1974) The Hissing of Summer Lawns
(1975)
Singles
1. Big Yellow Taxi
Sortie : 1975

Miles of Aisles est un album live de Joni Mitchell, sorti en Novembre 1974. 
L'album comprend certaines des meilleures chansons de ses cinq premiers albums ainsi que deux nouvelles, Jericho et Love or Money. Il n'y a qu'un titre de Court and Spark qui était paru quelques mois plus tôt, "People's Parties".
L'album s'est classé 2e au Billboard 200 et a été certifié disque d'or par la Recording Industry Association of America (RIAA) le 27 novembre 1974. C'est le deuxième opus de Joni Mitchell à atteindre ce niveau de classement avec Court and Spark publié la même année.

## Liste des titres
Toutes les chansons sont écrites et composées par Joni Mitchell.
| 1. | You Turn Me On, I'm a Radio | 4:09 |
| 2. | Big Yellow Taxi             | 3:09 |
| 3. | Rainy Night House           | 4:04 |
| 4. | Woodstock                   | 4:29 |

| 1. | Cactus Tree                    | 5:01 |
| 2. | Cold Blue Steel and Sweet Fire | 5:23 |
| 3. | Woman of Heart and Mind        | 3:40 |
| 4. | A Case of You                  | 4:42 |
| 5. | Blue                           | 2:49 |

| 1. | The Circle Game    | 6:29 |
| 2. | People's Parties   | 2:42 |
| 3. | All I Want         | 3:21 |
| 4. | Real Good for Free | 4:27 |
| 5. | Both Sides Now     | 4:14 |

| 1. | Carey                       | 3:30 |
| 2. | The Last Time I Saw Richard | 3:35 |
| 3. | Jericho                     | 3:26 |
| 4. | Love or Money               | 4:50 |

## Personnel
- Joni Mitchell : dulcimer, guitare, piano, claviers, chant

### The L.A. Express
- Max Bennett : guitare basse
- Robben Ford : guitare
- John Guerin : percussions, batterie
- Larry Nash : piano
- Tom Scott : clarinette, saxophone